# Astrid Harz
Astrid Harz ist eine österreichische Diplomatin und seit 2024 Botschafterin in Ungarn.

## Leben
Astrid Harz wurde in Wagna südlich von Graz geboren. Sie studierte an der Universität Graz Wirtschaft und arbeitete als Moderatorin beim Österreichischen Rundfunk (ORF) im Landesstudio Steiermark. Anschließend wechselte sie zur Forschungsgesellschaft Joanneum Research Graz und arbeitet bei den Vereinten Nationen auf Kap Verde. Ab Dezember 1994 arbeitet sie im österreichischen Außenministerium. Sie arbeitete an den Botschaften in Rom und Paris und leitete von 2007 bis 2011 das Österreichische Kulturforum Rom.

## Diplomatische Karriere
Im Jahr 2004 wurde sie Pressesprecherin von Außenministerin Ursula Plassnik. Von 2011 bis 2015 war Harz Botschafterin in Jordanien mit einer Mitakkreditierung für den Irak. Zurück im Außenministerium war sie u. a. in den Bereichen EU und der Pressearbeit tätig. Von 2018 bis Juli 2020 war sie stellvertretende und interimistische Sektionsleiterin für EU-Fragen im Bundeskanzleramt. Von August 2020 bis Juli 2024 war sie Botschafterin in den Niederlanden und Ständige Vertreterin bei der OPCW.
Seit August 2024 ist Harz Österreichische Botschafterin in Ungarn.